# Slätta-Herrhagen-Stenslund
Slätta, Herrhagen och Stenslund är tre närbelägna stadsdelar i Falun.

## Slätta
Slätta byggdes från 1976 i etapper fram till mitten av 1980-talet. Centrum innehåller ICA, skola, idrottshall, gym, solarium, bad, pizzeria, mm. Slätta ligger cirka tre kilometer från Faluns stadskärna.
Slätta har bland annat uppmärksammats genom en stor slarvbyggesskandal, som uppdagades ett antal år efter att de två sista etapperna byggts genom att en stor del av husen där drabbades av mögel.

## Herrhagen

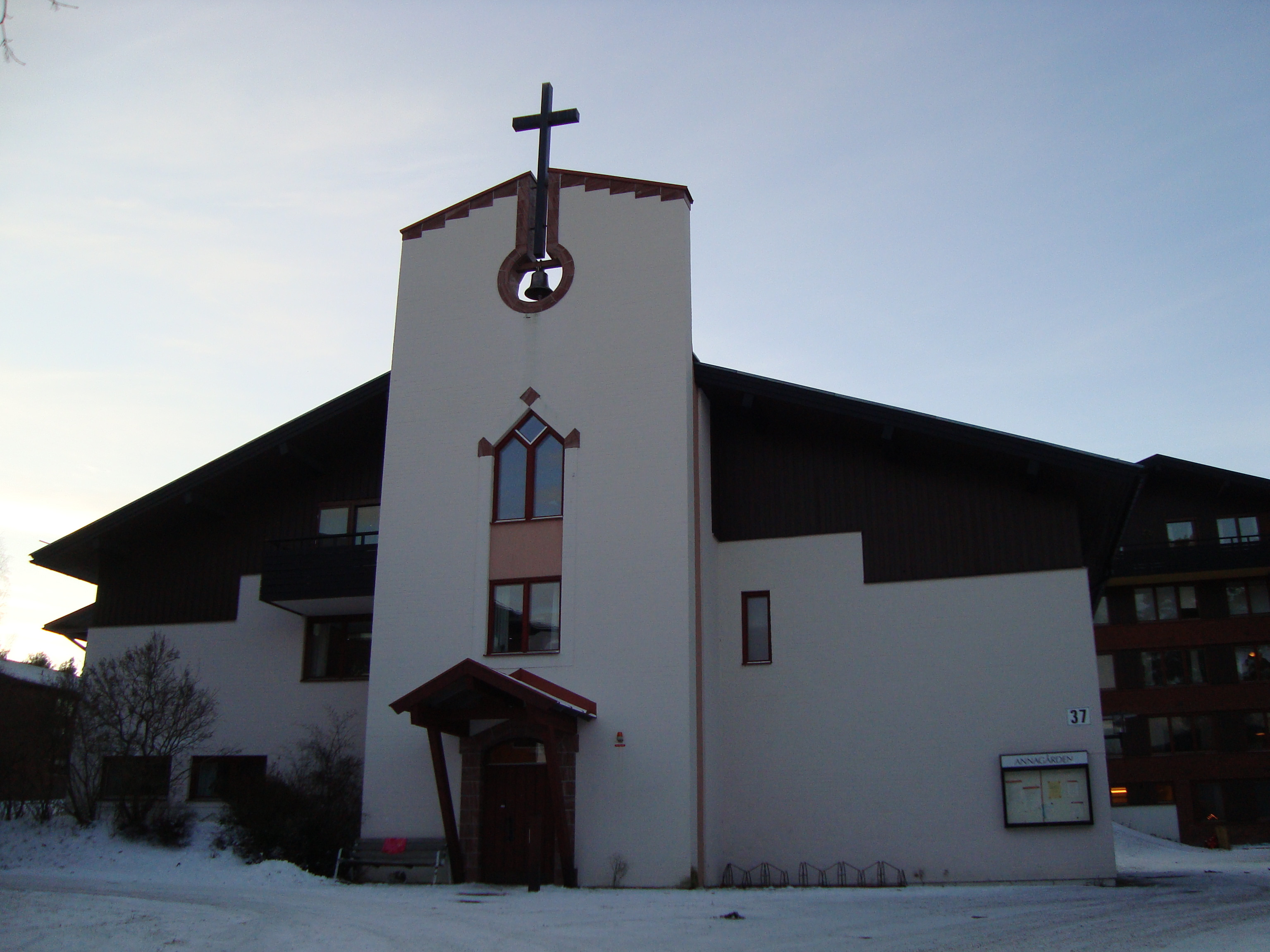
Sankta Annas kapell

På "baksidan" av Slätta, mot Hanröleden, ligger Herrhagen. Detta område kännetecknas främst av flervåningshus, i motsats till Slättas och Stenslunds lägre bebyggelse, mest i två plan. I Herrhagen finns även Sankta Annas kapell.

## Stenslund
Stenslund är ett villaområde som löper längs med höjden på andra sidan Stångtjärnsvägen från Slätta. Det är indelat i två delar; övre- och nedre Stenslund.